# HD120709
HD120709 — хімічно пекулярна зоря спектрального класу B5 й має  видиму зоряну величину в смузі V приблизно  4,6. Вона знаходиться у сузір'ї Центавра й розташована на відстані близько 297,6 світлових років від Сонця.

## Пекулярний хімічний склад
HD120709 належить до Хімічно пекулярних зір з пониженим вмістом гелію й в її  зоряній атмосфері спостерігається нестача He у порівнянні з його вмістом в атмосфері Сонця.

## Магнітне поле
Спектр даної зорі вказує на наявність магнітного поля у її зоряній атмосфері. Напруженість повздовжної компоненти поля оціненої з аналізу становить  135,0± 104,5 Гаус.